# Maesa pisocarpa
Maesa pisocarpa är en viveväxtart som beskrevs av Carl Ludwig von Blume och Rudolph Herman Scheffer. Maesa pisocarpa ingår i släktet Maesa och familjen viveväxter. Inga underarter finns listade i Catalogue of Life.